# ФК Европа
ФК Европа (на английски: Europa Football Club) е полупрофесионален футболен отбор от Гибралтар, задморска територия на Великобритания. Основан през 1925 година. Играят в Гибралтарска първа дивизия. Мачовете си играе на стадион „Виктория“.

## История
През сезон 2012/13 клубът играе във втора дивизия и в крайното класиране заема първото място и получава право да играе в Гибралтарската първа дивизия.
През сезон 2013/14 става четвърти, в надпреварата за националната купа стига до финала, където губи от шампиона „Линкълн Ред Импс“. Благодарение на това, че „Линкълн“ печели първенството, се класира за в евротурнирите. По този начин „Европа“ става първия футболен клуб от Гибралтар, получил правото да играе в в Лига Европа.
В сезон 2016/17 в първия квалификационен кръг, отборът сензационно отстранява от турнира известния арменски футболен отбор „Пюник (Ереван)“ и за първи път в своята история прескача един кръг в европейските турнири.
В шампионата през сезон 2016/17 „Европа“ за пръв път след 65-годишно прекъсване става шампион на Гибралтар. Сезон 2017/18 отборът за пръв път играе в квалификациите за Шампионската лига.

## Успехи
- Гибралтарска първа дивизия
  -  Шампион (7): 1928/29, 1929/30, 1931/32, 1932/33, 1937/38, 1951/52, 2016/17
  -  Вицешампион (7) 2014/15, 2015/16, 2017/18, 2018/19, 2020/21, 2021/22, 2022/23
- Гибралтарска втора дивизия
  -  Шампион (1): 2012/13
- Купа на Скалата
  -  Носител (7): 1938, 1946, 1950, 1951, 1952, 2017, 2017/18
  -  Финалист (3): 2014, 2016, 2024
- Купа на лигата
  -  Носител (1): 2014 – 15
- Суперкупа на Гибралтар
  -  Носител (1): 2016
  -  Финалист (2): 2015, 2017

## Участия в европейските клубни турнири
| Сезон   | Турнир          | Кръг               | Съперник                                      | Домакин   | Гост | Общ резултат |  |
| ------- | --------------- | ------------------ | --------------------------------------------- | --------- | ---- | ------------ |  |
| 2014/15 | Лига Европа     | 1 кръг             | Вадуц                                         | 0:1       | 0:3  | 0:4          |  |
| 2015/16 | Лига Европа     | 1 кръг             | Слован Братислава                             | 0:6       | 0:3  | 0:9          |  |
| 2016/17 | Лига Европа     | 1 кръг             | Пюник (Ереван)                                | 2:0       | 1:2  | 3:2          |  |
| 2016/17 | Лига Европа     | 2 кръг             | АИК (Солна)                                   | 0:1       | 0:1  | 0:2          |  |
| 2017/18 | Шампионска лига | 1 кръг             | Ню Сейнтс (Лансантфрайд ъм Мехайн / Озуъстри) | 1:3-прод. | 2:1  | 3:4          |  |
| 2018/19 | Лига Европа     | 1 кръг             | Прищина                                       | 1:1       | 0:5  | 1:6          |  |
| 2019/20 | Лига Европа     | Предварителен кръг | Сант Хулия                                    | 4:0       | 2:3  | 6:3          |  |
| 2019/20 | Лига Европа     | 1 кръг             | Легия В                                       | 0:0       | 0:3  | 0:3          |  |